# Greg Foster
Gregory „Greg“ Foster (4. srpna 1958 Maywood, Illinois – 19. února 2023) byl americký atlet, překážkář, trojnásobný mistr světa z let 1983, 1987 a 1991.
Na olympiádě v Los Angeles v roce 1984 získal v běhu na 110 metrů překážek stříbrnou medaili. V této disciplíně se stal třikrát mistrem světa (v letech 1983, 1987 a 1991). Získal rovněž titul halového mistra světa v běhu na 60 metrů překážek v roce 1991. Jeho osobní rekord na této trati je 7,36, pod širým nebem zaběhl 110 metrů překážek nejlépe za 13,03.